# Cause célèbre

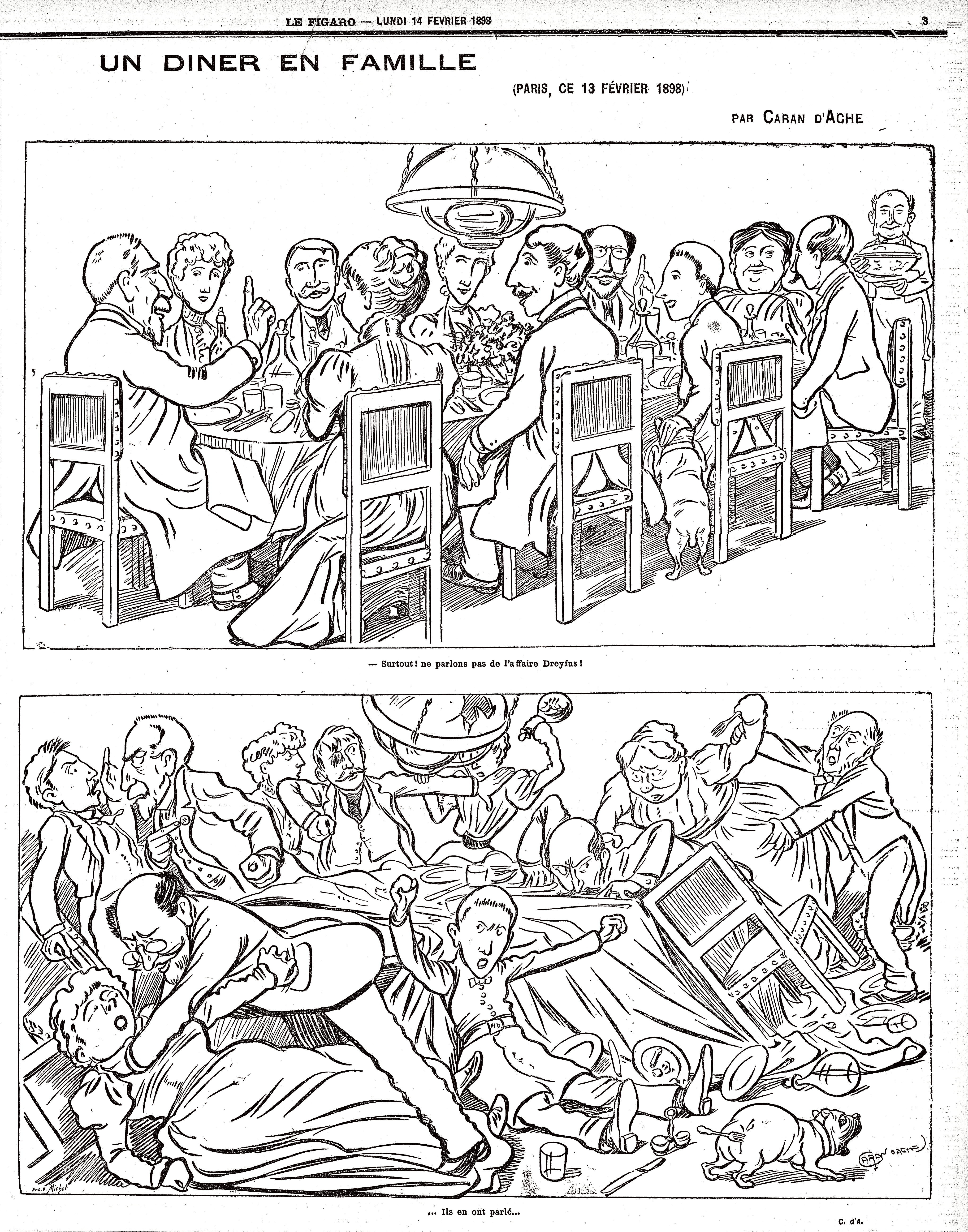
L'affaire Dreyfus est une cause célèbre.

Une cause célèbre est un fait divers ou une affaire d'État à l'origine d'une vaste controverse qui mobilise l'opinion publique et a un retentissement important. La cause célèbre a généralement pour objet 
une affaire criminelle, souvent non élucidée ou élucidée tardivement, ou dont les circonstances particulières ont défrayé la chronique que ce soit en raison du statut des personnes impliquées, de la violence des faits ou de leur caractère mystérieux.
Cette expression française est usitée telle quelle dans le monde anglophone alors qu'elle est peu courante dans la francophonie. Elle provient des recherches de Nicolas-Toussaint des Essarts qui a publié de 1773 à 1789 un vaste recueil intitulé Causes célèbres, en 196 volumes.

## En Belgique
- Les tueries du Brabant de 1982 à 1985.
- L'affaire Kim et Ken en 1994.
- L'affaire Dutroux en 1996.
- L'affaire du Dépeceur de Mons en 1996 et 1997.

## En France
- L'affaire d'État de la tour de Nesle en 1314.
- L'affaire d'État du collier de la reine de 1784 à 1786[1].
- L'affaire du courrier de Lyon en 1795.
- L'affaire Marie Lafarge en 1840.
- L'affaire Dreyfus[2] de 1894 à 1906.
- La mort d'Émile Zola en 1902.
- L'assassinat de Jean Jaurès en 1914.
- L'affaire Landru dans les années 1915-1920.
- L'affaire Seznec en 1924.
- L'affaire Stavisky, affaire d'État, en 1934.
- L'affaire Dominici en 1952.
- L'affaire d'État du meurtre de Jean de Broglie en 1976.
- L'affaire d'État de la mort suspecte de Robert Boulin en 1979.
- L'affaire d'État de la tuerie d'Auriol en 1981.
- L'affaire Grégory en 1984.
- L'affaire Omar Raddad en 1991.
- L'affaire d'Outreau dans les années 1995 à 2005.
- L'affaire du gang des barbares en 2006.
- L'affaire Michel Fourniret jugée en 2008.
- L'affaire Dupont de Ligonnès en 2011.
- L'affaire Daval en 2017.
- L'affaire Delphine Jubillar en 2020
- L'affaire des viols de Mazan, jugée en 2024.

## Au Maroc
- La disparition non élucidée de Mehdi Ben Barka en 1965.

## Exemples internationaux
- La conspiration des Poudres en 1605.
- Le cas du tigre de Caringin, où au XIXe siècle, des villageois de Caringin sur l'île de Java ont été forcés de quitter leur foyer, soi-disant à cause de la menace de tigres mangeur-d'hommes, mais plus probablement pour repeupler les rizicultures abandonnées à la suite de l'éruption du Krakatoa de 1883. Ce fait divers a été débattu jusqu'au parlement néerlandais, alors colonisateur de l'île[3].
- L'affaire Maria Barbella en 1895.
- L'affaire Sacco et Vanzetti, dans les années 1920.
- Le canular Ern Malley en 1943.
- L'affaire Rosa Parks en 1955.
- L'affaire du col Dyatlov en 1959.
- Le meurtre de Alberta Odell Jones en 1965.
- Le meurtre de George Floyd en 2020.